# Dálkoměr

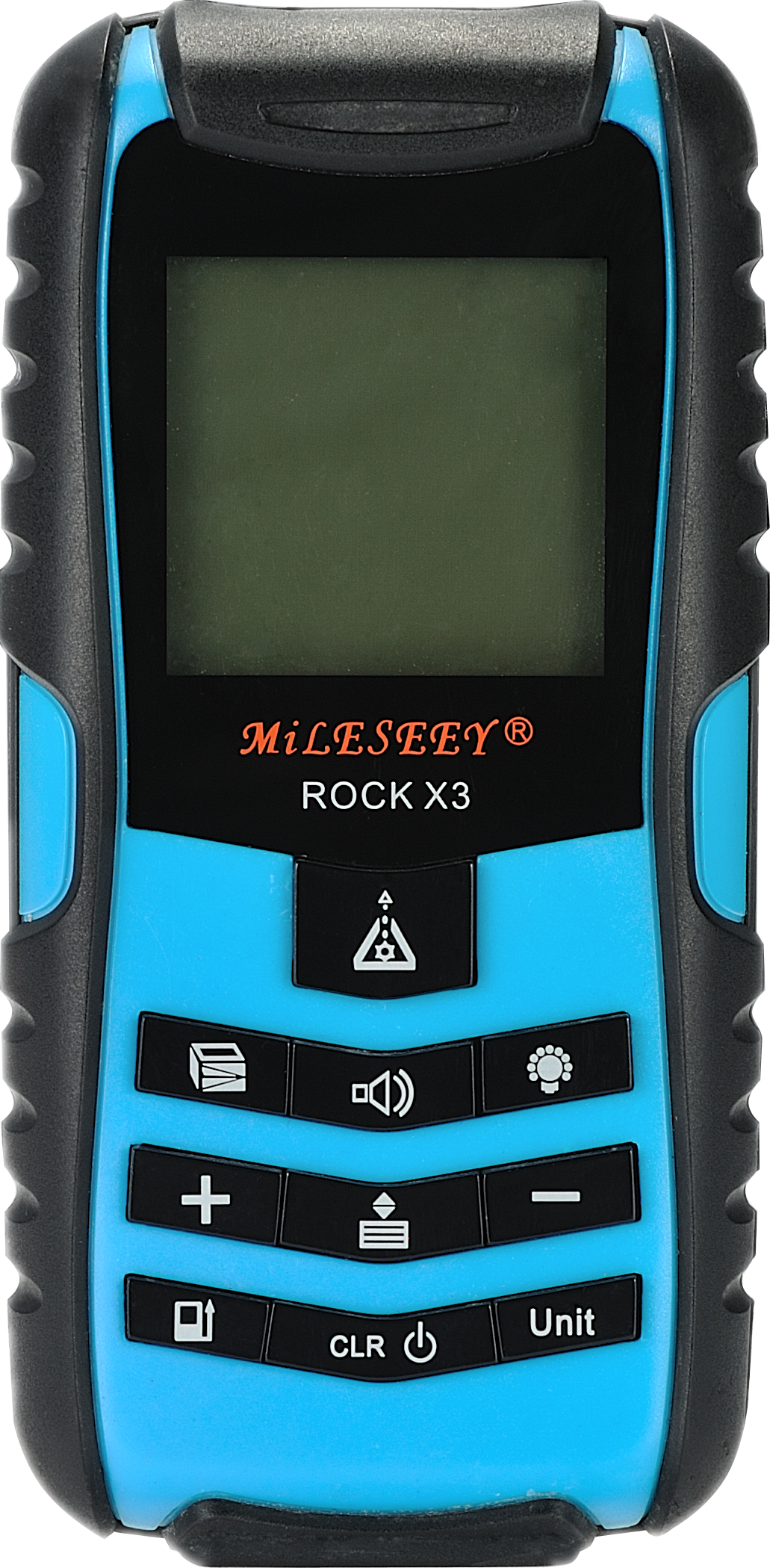
Ruční laserový dálkoměr

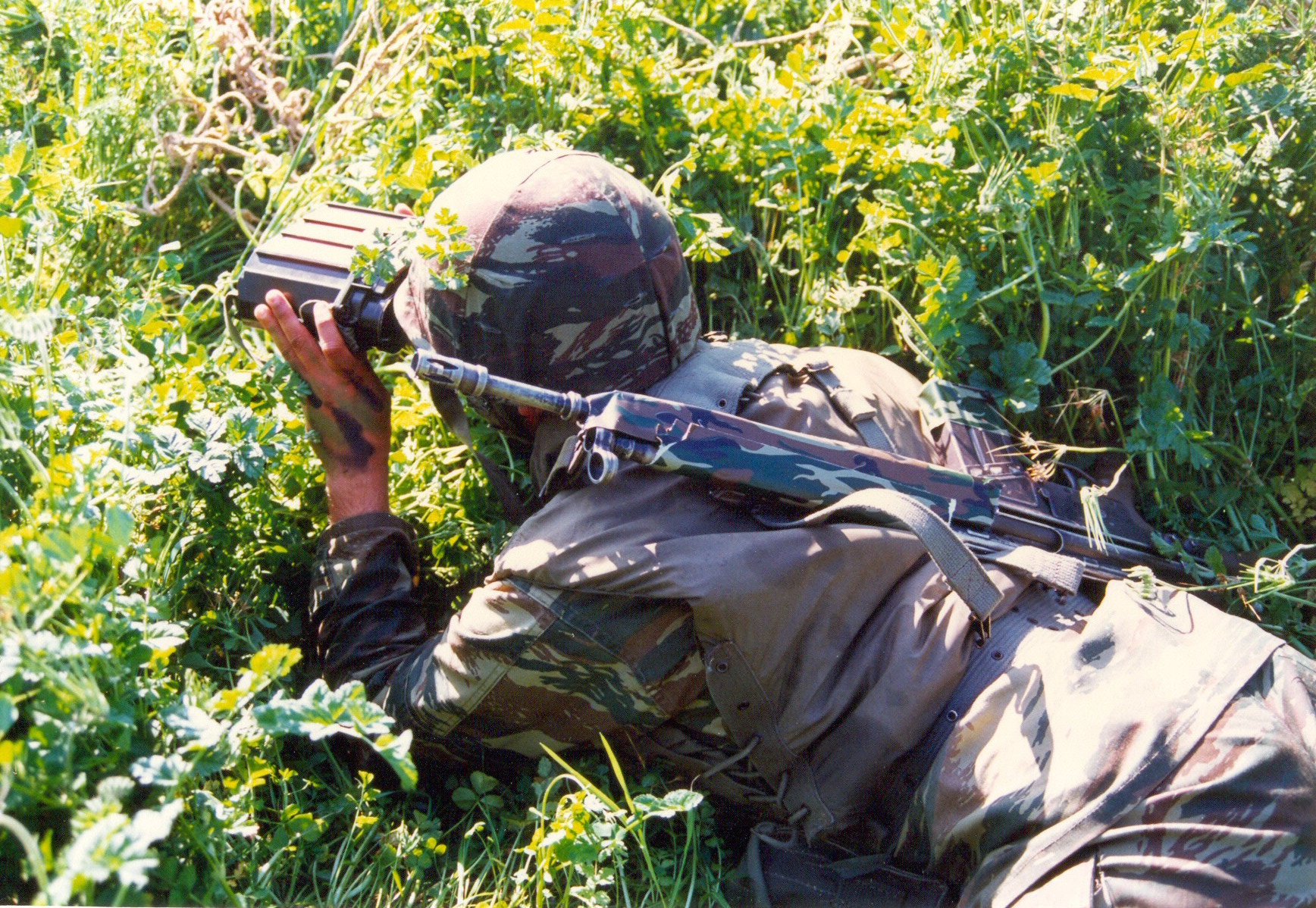
Řecký voják s laserovým dálkoměrem

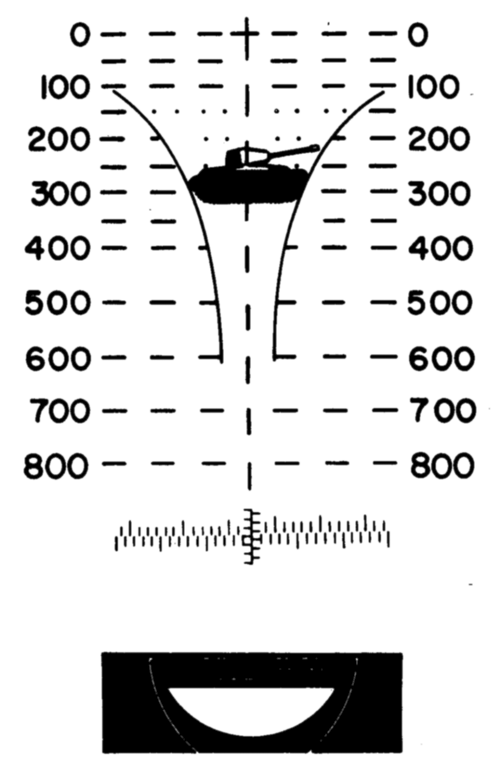
Určení vzdálenosti cíle pasivním optickým dálkoměrem založeném na odhadu velikosti cíle. Pokud je zaměřovač nastaven na rozměry konkrétního tanku, pak se tento tank nachází ve vzdálenosti 275 metrů.

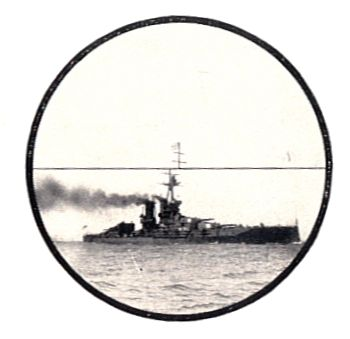
Obraz cíle v koincidenčním dálkoměru. Ke správnému nastavení a určení vzdálenosti by bylo třeba, aby stožár v horní části plynule navazoval na stožár ve spodní části.

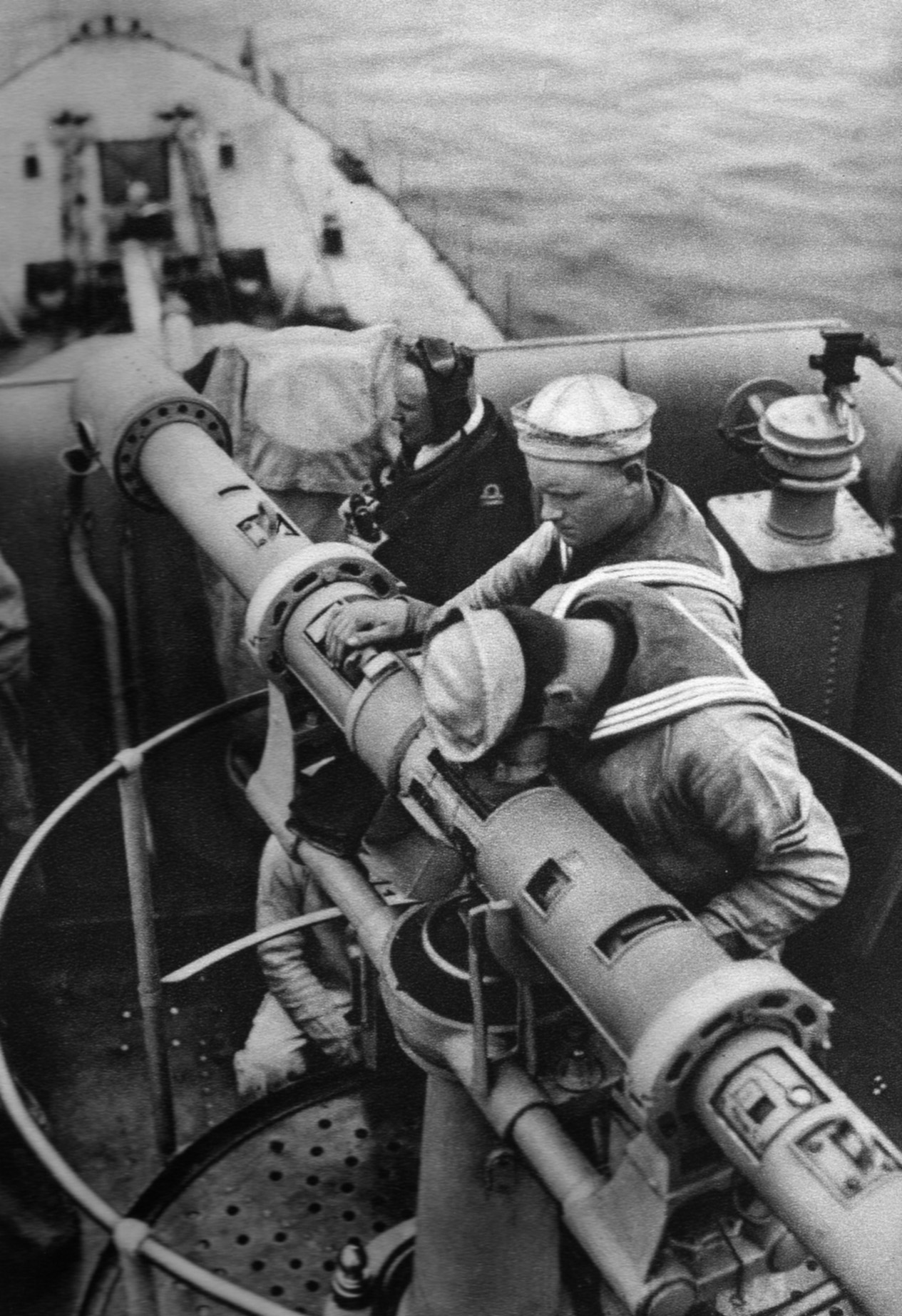
Stereoskopický zaměřovač na polském torpédoborci ORP Wicher

Dálkoměr je zařízení na měření vzdálenosti mezi objektem a pozorovatelem. Používá se v geodézii, ve stavebnictví, pro zaostřování při fotografování, nebo pro přesné zamíření zbraní. Podle způsobu určení vzdálenosti lze dálkoměry rozdělit na aktivní a pasivní.
- Aktivní dálkoměr měří vzdálenost prostřednictvím vyslané energie. Příkladem jsou dálkoměry laserové. Vzdálenost lze rovněž aktivně zjistit prostřednictvím radaru nebo sonaru.
- Pasivní dálkoměry jsou starší a pracují na výpočtu vzdálenosti pomocí trigonometrie. Vzdálenost může být vypočtena dvěma způsoby:
  - na základě známých (nebo odhadnutých) rozměrů (výšky, šířky, rozpětí, etc…) objektu/cíle. Na přesnosti odhadu rozměrů pak závisí přesnost výpočtu vzdálenosti. Tyto zaměřovače se používaly například za druhé světové války pro zaměřování protitankových zbraní (kde byly nastaveny na průměrnou velikost nepřátelské obrněné techniky) anebo jako letecké zaměřovače (kde se dalo nastavit rozpětí letounu).
  - na základě paralaxy. Zaměřovač je tvořen trubkou, na jejímž konci se nachází pohyblivá zrcadla. Uprostřed je okulár, do kterého se promítají obrazy z obou krajních zrcadel. Pozorovatel musí nastavit zrcadla tak, aby jejich odrazy v okuláru splynuly v jeden ostrý obraz (koincidenční dálkoměr). V případě stereoskopických dálkoměrů jsou okuláry dva a obraz splývá až v očích pozorovatele. Na základě známé vzdálenosti mezi krajními zrcadly (základna trojúhelníka) a úhlů nastavených na jednotlivých zrcadlech se trigonometrií spočítá vzdálenost (výška v trojúhelníku). Se zvětšující se vzájemnou vzdáleností krajních zrcadel roste přesnost měření na delší vzdálenosti. Například bitevní loď Bismarck nesla pět dálkoměrů o rozpětí 10,5 metru.[1]